# Ribeira do Vale da Fonte
A Ribeira do Vale da Fonte é um curso de água português localizado na freguesia da Prainha, concelho das São Roque do Pico, ilha do Pico, arquipélago dos Açores.
A Ribeira do Vale da Fonte tem origem a uma cota de altitude de cerca de 500 metros de altitude numa zona de forte densidade florestal, nas imediações do Cabeço da Serreta. A sua bacia hidrográfica procede à drenagem da área florestal onde se insere e particularmente e da elevação do Cabeço da Serreta.
O seu curso de água que desagua no Oceano Atlântico, fá-lo na costa entre o local dos Cedros e o local de Gonçalves.